# Gautier Ier Tirel
 (décembre 2014).
Si vous disposez d'ouvrages ou d'articles de référence ou si vous connaissez des sites web de qualité traitant du thème abordé ici, merci de compléter l'article en donnant les références utiles à sa vérifiabilité et en les liant à la section « Notes et références ».
Gautier Ier Tirel ou Tyrell, est seigneur de Poix en Picardie au Xe siècle.

## Biographie
Gautier Tirel est seigneur de Poix ainsi que de Bussy-lès-Poix, Croixrault, Équennes, Famechon, Frémontiers et Moyencourt. Il est vassal du comte d'Amiens, établi sur les marges de son comté. Avant 1066, Tirel établit des liens avec le duché de Normandie. En 1040, il fait construire la forteresse de Famechon et les châteaux de Poix et de Moyencourt.
Son nom (Gautier Tirel) est gravé dans la liste des compagnons de Guillaume le Conquérant dans l'église de Dives-sur-Mer (établie au XVIIIe siècle), mais il n'existe aucune preuve qu'il ait participé à la célèbre bataille d'Hastings.

## Descendance
Il a épousé Alix de Frémontiers, née vers 1030, dont il a eu deux fils :
- Gautier II Tirel, ami très proche du deuxième roi normand d'Angleterre, Guillaume le Roux, et son meurtrier présumé, le 2 août 1100 ;
- Osmont Tirel, seigneur de Frémontiers, époux d'Havoise de Conty, qui ont eu deux enfants[3].